# Jacobya
Jacobya es un género de escarabajos  de la familia Chrysomelidae. En 1901 Weise describió el género. Contiene las siguientes especies:
- Jacobya cavicollis (Fairmaire, 1880)
- Jacobya notabilis Weise, 1902
- Jacobya ochracea Weise, 1901
- Jacobya pilosula Weise, 1902
- Jacobya viridis Weise, 1904